# Cynoponticus
Cynoponticus är ett släkte av fiskar. Cynoponticus ingår i familjen Muraenesocidae.
Kladogram enligt Catalogue of Life:
| Cynoponticus | \| \| Cynoponticus coniceps \| \| \| \| \| \| Cynoponticus ferox \| \| \| \| \| \| Cynoponticus savanna \| \| \| \| |
|              | \| \| Cynoponticus coniceps \| \| \| \| \| \| Cynoponticus ferox \| \| \| \| \| \| Cynoponticus savanna \| \| \| \| |
|              | Congresox |
|              | |
|              | Gavialiceps |
|              | |
|              | Muraenesox |
|              | |
|              | Oxyconger |
|              | |
|              | Cynoponticus coniceps                                                                                               |
|              | |
|              | Cynoponticus ferox                                                                                                  |
|              | |
|              | Cynoponticus savanna                                                                                                |
|              | |

|  | Cynoponticus coniceps |
|  |                       |
|  | Cynoponticus ferox    |
|  |                       |
|  | Cynoponticus savanna  |
|  |                       |